# الدوري السلوفيني لكرة القدم 1926–27
الدوري السلوفيني لكرة القدم 1926–27 هو موسم من الدوري السلوفيني لكرة القدم ‏. فاز فيه ND Ilirija 1911 ‏.